# Jonas Rudalevičius
Jonas Rudalevičius (* 26. April 1950 in Vilkabaliai bei Elektrėnai) ist ein litauischer Diplomat.

## Leben
1973 absolvierte er das Diplomstudium an der Fakultät für Bauwirtschaft am VISI und lehrte ab 1991 an der VGTU. 1984 promovierte er in Sozialwissenschaften. Seit 1992 ist er Diplomat im Außenministerium Litauens und 1996 war er Vizeminister. Von 1999 bis 2000 war er Minister für Verwaltungsreformen und Gemeinden im Kabinett Kubilius I. Seit 2000 ist er Botschafter.

## Quelle
- Info auf den Seiten der Litauischen Botschaft in Bern

| Vorgänger                  | Amt                                                                       | Nachfolger          |
| -------------------------- | ------------------------------------------------------------------------- | ------------------- |
| Gintė Damušytė             | Litauischer Botschafter in Wien 2001–2006                                 | Giedrius Puodžiūnas |
| Edvardas Borisovas         | Ständiger Vertreter Litauens bei den Vereinten Nationen in Genf 2009–2012 | Rytis Paulauskas    |
| Vytautas Petras Plečkaitis | Litauischer Botschafter in Bern 2012–heute                                | —                   |

| Personendaten    | Personendaten              |
| ---------------- | -------------------------- |
| NAME             | Rudalevičius, Jonas        |
| KURZBESCHREIBUNG | litauischer Diplomat       |
| GEBURTSDATUM     | 26. April 1950             |
| GEBURTSORT       | Vilkabaliai bei Elektrėnai |